# Dolok Nauli (Parmaksian)
Dolok Nauli is een bestuurslaag in het regentschap Toba Samosir van de provincie Noord-Sumatra, Indonesië. Dolok Nauli telt 576 inwoners (volkstelling 2010).